# Autorretrato desnudo
El autorretrato desnudo o incluso Desnudo es un dibujo de Alberto Durero realizado entre 1500 y 1512. La imagen tiene un tamaño de 29,2 cm × 15,4 cm y se encuentra en el Museo del Palacio de Weimar.

## Descripción de la imagen
El dibujo muestra a Alberto Durero desnudo, de pie, con el área debajo de las rodillas, el brazo derecho desde el codo y el brazo izquierdo desde el hombro sin dibujar. La parte dibujada del cuerpo tiene un fondo oscuro. El artista se representa mirando directamente al espectador. La marca con el nombre de Durero se muestra en la esquina superior izquierda, pero no fue realizada por el propio Durero, sino añadida más tarde. En la esquina inferior izquierda hay también un antiguo sello que identifica la imagen como parte de la Colección Grünling.
Se trata del primer autorretrato desnudo conocido de la historia, y el artista no dudó en mostrarse en su intimidad, de manera realista y sin la menor idealización. La obra es tan audaz, que no volverá a verse nada comparable hasta inicios del siglo XX con los igualmente crudos retratos desnudo de Egon Schiele.

## Aparición
Se desconoce el momento exacto de la creación del dibujo y la datación es bastante difícil. Se asume con certeza que la obra debe haber sido creada entre 1500 y 1512, ya que Durero utilizó la técnica de combinación usada en ella con relativa frecuencia en ese momento. Según Friedrich Winkler, el Durero representado es significativamente mayor de 29 años y menor de 41, por lo que ubicaría la obra casi exactamente en la mitad del período especificado.

## Procedencia
Se conoce muy poco sobre la historia de la imagen. Se sabe por el sello que estaba en la colección de Grünling antes de que fuera al propietario actual, el Museo del Castillo de Weimar. Dado que la colección Grünling proviene en gran medida de las propiedades de la Albertina en Viena, se supone que el propietario anterior estaba aquí.